# ハッショウマメ
ハッショウマメ（八升豆、ムクナ）は、マメ亜科トビカズラ属に属する植物で、ビロードマメ(Mucuna pruriens)の変種の一つである。学名はMucuna pruriens var. utilis。英名の一つにはYokohama velvet beanの名がある。「ハッショウマメ」という名前の由来には、豊作で八升取れるから、あるいは八丈島から渡来したため、など諸説がある。
強健かつ多収性の作物であり、種実の収量は1アールあたり100リットルに達する。しかし高温性で短日型なので日本での栽培は少ない。
ただし、和歌山県では2008年から農業試験場にてハッショウマメの試験栽培を始め、産学官研究推進事業として、和歌山県工業技術センターと県内の企業（株）紀州ほそ川が協働で八升豆に含まれるL-ドーパを有効利用する加工技術の開発を進めてきた。さらに和歌山県において八升豆は、地域イノベーション戦略支援プログラムに認定されている他、前述の（株）紀州ほそ川では、国から1億円の補助金を得て八升豆の研究開発に取り組むなど、地域を挙げた八升豆産業の振興と認知の拡大に取り組んでいる。また、熊本県の宇城市では2014年からムクナ豆研究会を発足させ、インド由来のムクナ豆の栽培を開始。2015年に和歌山県の産地を視察し、2016年以降は和歌山県から譲渡された種豆（日本在来種の八升豆）を作付けすることで生産量が安定。今ではインド由来の豆と八升豆、合わせて4トンほどの生産量を誇り、和歌山県と並んで日本最大の生産地となっている。
かつてはトビカズラ属とは異なる植物とされ、栽培品種によってStizolobium hassjoo、Mucuna hassjoo など複数の属、種に分類されていたが、現在では全てビロードマメ(Mucuna pruriens)の変種ハッショウマメ(Mucuna pruriens var. utilis)として一つの種と考え、それを5つの栽培品種群に分ける見解が支持されている。

## 特徴
茎葉は全面白い毛に覆われる。茎は所々茶色が混じる薄緑で蔓性。長さは数メートルに達する。葉は三出複葉で互生し、托葉は披針形で小さい。小葉は長さ16cm、幅11cm。花は総状花序で腋生する。花は黒紫の蝶型花で長さ3-4cm。萼は鐘形。子房は細い白毛が生える。果実は長いS字形の鞘で、5-6個の種子を含み、長さ10cmほど。熟すと黒変化し、革質で硬くなる。種子は長さ15-19mm、幅10-12mm、厚さ8mmほど。灰白色で艶がある。

## 栽培
東南アジアや中国大陸南部の熱帯が原産地であり、日本でも温暖な太平洋沿岸や島（八丈島や沖縄地方）で栽培されていたが、近年ではほとんど栽培されない。和歌山県を中心に、熊本、滋賀、新潟、沖縄で生産再開の取り組みが行われている。高温生で低温に弱く、日本で栽培できるのは関東が北限であり、暖地ほど豊産になる。播種、移植の適期は6月中旬で、15℃から20℃は必要。

## 利用

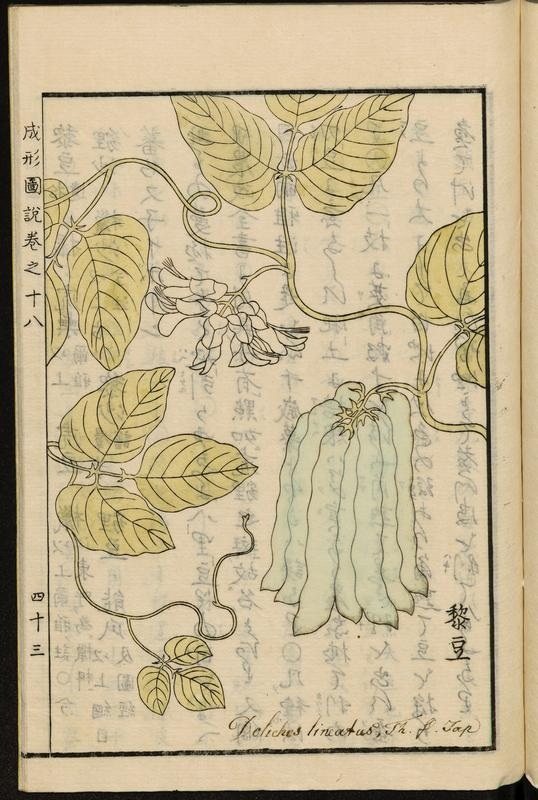
江戸時代の農業百科事典『成形図説』

豆は食用となるが中毒成分を含むため下痢を催し、よく茹でて何度も煮こぼした後に食用とする。きな粉やコーヒーに似た飲料の抽出用としても加工できる。
豆には5%ものドーパ（L-ドパ）が含まれ、葉や根には1%のドーパが含まれている。ドーパはパーキンソン病の特効薬になる。インドでは豆をリューマチ薬、喘息薬、解熱剤、強壮剤、催淫剤として用いている。
茎や葉は飼料や緑肥としても使用される。